# 1992年バルセロナオリンピックのタイ選手団
1992年バルセロナオリンピックのタイ選手団（1992ねんバルセロナオリンピックのタイせんしゅだん）は、1992年7月25日から8月9日にかけてスペインのカタルーニャ州バルセロナで開催された1992年バルセロナオリンピックのタイ選手団、およびその競技結果。

## 概要
今大会は銅メダル1個のメダルを獲得した。

## メダル
| メダル | 選手名               | 競技       | 種目             |
| ------ | -------------------- | ---------- | ---------------- |
| 銅     | アルコン・チェンライ | ボクシング | 男子ウェルター級 |